# Андренко Леонід Леонідович
Леонід Леонідович Андренко (1903—1967) — український астроном-аматор і популяризатор астрономії. Здобув освіту в Харківському університеті, працював у Харківській обсерваторії, природничо-наукового інституту імені П. Ф. Лесгафта в Ленінграді (1926—1931), керував Другою астрономічною обсерваторією в Одесі (1936-1942). Був репресований 1931 року, але швидко звільнений. В 1941 року був звинувачений Академією наук СРСР в антинауковій діяльності. Під час Німецько-радянської війни керував різними аматорськими обсерваторіями на підконтрольній Німеччині територіях. Після війни залишився в Німеччині, потім переїхав в США. Написав низку наукових статей про спостереження планет в провідних тогочасних астрономічних журналах, багато сотень науково-популярних статей в радянських, французьких і німецьких журналах, кілька філософських і науково-популярних книг.

## Біографія

### Ранні роки
Леонід Андренко народився 31 березня 1903 року в Харківській губернії у містечку Золочів. Його батьком був земський лікарь-ветеринар Л. В. Андренко. 1920 року закінчив Першу харківську чоловічу гімназію та поступив на астрономічне відділення фізико-математичного факультету Харківського університету. 1922 року почав відвідувати Харківську обсерваторію, а 1924 року вступив до астрономічного гуртка при Всеукраїнському музеї імені Артема.

### Робота в СРСР
У 1926—1931 роках на запрошення академіка М. О. Морозова працював науковим співробітником астрономічного відділення природничо-наукового інституту імені П. Ф. Лесгафта в Ленінграді. Спостерігав Юпітер, Місяць, Марс в опозицію 1926 року, комету Вілька, досліджував «оптичну імлу» на Венері, метеорні потоки, кільця Сатурна [856; 881], опублікував низку науково-популярних робіт. 1926 року обраний дійсним членом Французького астрономічного товариства, а 1927 року нагороджений пам’ятними золотою та срібною медалями цього товариства. З 1928 року Андренко вів наукове листування з Ціолковським і з Вернадським (1863—1945). 1930 року вийшла його брошура «L’Uniformite de la vie dans l’univers» (єдність життя у Всесвіті), в якій він узагальнював свої дослідження позаземного життя.
У лютому 1931 заарештований ОДПУ «за участь у контрреволюційному угрупованні при Російському товаристві аматорів світознавства», яке займалося вивченням питань «ясновидіння», «перевтілювання» та «читання думок». На думку самого Андренка, справжніми причинами арешта були його закордонні публікації та підтримка філософських ідей Фламмаріона. Андренко був засуджений на три роки та засланний до Іркутська, де він продовжив астрономічні дослідження в Іркутському гідрометеорологічному інституті. Достроково звільнений у листопаді 1931 року за клопотанням академіка М. О. Морозова. Посмертно реабілітований 1989 року
У 1932—1935 роках у Харкові в лекціях і публікаціях активно займався популяризацією астрономії, зокрема вів радіолекції на Всеукраїнському радіо. Але, як репресований, не міг знайти постійної роботи. Лише на кілька місяців в 1935 році йому вдалось попрацювати молодшим науковим співробітником—обчислювачем Харківської обсерваторії. Андренка фінансово підтримував Ціолковський, переказуючи йому гроші.
В 1936-1942 роках Андренко керував Другою астрономічною обсерваторією в Одесі. Під час великого терору 1937—1938 років Андренко знову потрапив в поле зору НКВС, але цього разу уникнув покарання. Натомість він зазнав цькування колег зі звинуваченнями в псевдонауковій роботі. Особливо професіоналів обурили його роботи, присвячені розробці нового
електронного інструмента, який Андренко називав «ультрателескопом». Комісія при Академії наук СРСР за головування академіка С. І. Вавилова (1891—1951) визнала його діяльність антинауковою та постановила усунути його з посади директора Другої Одеської обсерваторії.

### Війна й еміграція
Під час Німецько-радянської війни 1941—1945 років Андренко очолював низку приватних астрономічних станцій на підконтрольній німцям території, де реалізовував власну спостережну програму:
- 1942—1943 - Криниці та Краків (Польща),
- 1944 — Львіві, Варшава, Ченстохау (Польща), Плауэн (Німеччина),
- 1945 — Зігмарінген (Німеччина)[6].

В Кракові у серпні 1942 року Андренко спостерігав повне місячне затемнення. У цей період він опублікував результати своїх спостережень Марса 1939 року та філософську роботу «Проблема смерті».
В 1946—1950 роках Андренко працював на приватних астрономічних станціях в Іберлінгені та Зігмарінгені у Німеччині. Він заснував Бюлетень спостережної станції Зігмарінгена, в якому публікував результати своїх астрономічних досліджень, розповсюджував власні філософські ідеї, знову пропагував ідею створення «ультра-телескопа».
За допомогою голови Центрального комітету допомоги «Українського Червоного Хреста» у Женеві Є. В. Бачинського (1885—1978) Андренко і його дружина змогли емігрувати в США, перетнувши Атлантику в березні 1951 року на колишньому військовому транспорті «Генерал Р. М. Блатчфорд». До кінця 1950-х Андренко працював у приватній астрономічній обсерваторії при Колумбійському університеті в Нью-Йорку, де через брак інструментів проводив астрономічні спостереження неозброєним оком або за допомогою театрального бінокля. У приватній астрономічній обсерваторії Колумбійського університету була видана брошура його віршів «Казки про далекі світи», ілюстрована малюнками.
Помер 25 жовтня 1967 року в громадському госпіталі Манхеттен Стейт. Похований у Нанюеті поблизу Нью-Йорка, на цвинтарі Ново-Дивеївського монастиря Російської православної церкви закордоном.

## Публікації
Андренко опублікував понад 700 робіт, здебільшого науково-популярних.

### Книги
- Андренко Л. Л. Вода в природе. Харьков: Государственное издательство Украины, 1925. 55 с.
- Андренко Л. Жизнь и смерть небесных светил. Харьков: Государственное издательство Украины, 1925. 53 с.
- Andrenko L. (1930). L’Uniformite de la vie dans l’univers. Preface de M. Nicolas Morosov. Sollies-Pont: Association internationale biocosmique, L. Estour.
- Andrenko L. (1931). Uniformite de la Vie dans l’Univers. Preface de M. Le D’Antioco Zucca. Solliès-Pont (Var): Association internationale biocosmique.
- Andrenko L. (1936). Les Habitants des astres: Glanes sur la vie universelle. Paris: L’en dehors.
- Andrenko L. (1945). Le Problème de la Mort. Sigmaringen: M. Liehners Hofbuchdrukerei.
- Andrenko L. (1947). Chansons du ciel et de la terre (1935—1946). Sigmaringen: Station Astronomique.
- Andrenko L. (1947). Inventions astronomiques, physiques et industrielles. Série 1. Globus et cartes planétaires. Sigmaringen: Station astronomique.
- Andrenko L. (1947). Meine Wege in der Kunst. Sigmaringen: Astronomische Station.
- Andrenko L. (1947/1948). Märchen von weiten Planeten. Sigmaringen: Astronomische Station.
- Andrenko L. (1948). Träume eines Astronomen! Sigmaringen: Astronomische Station.
- Andrenko L. (1950). Der abgeworfene Schleier der Isis. Uberlingen.
- Андренко Л. Сказки о далеких мирах. Нью-Йорк: Издательство Частной астрономической обсерватории, 1956. 11 с.

### Наукові статті
- Andrenko L. (1928). Trouble optique sur la planete Venus. Astronomische Nachrichten. Vol. 234. Р. 291—294.
- Andrenko L. (1930). Mesures micrométriques de l’anneau de Saturne. Journal des Observateurs. Vol. 12. Р. 158.
- Andrenko L. (1937). Beobachtungen der Bedeckung des Mars durch den Mond 1937 Juli 17. Astronomische Nachrichten. Vol. 264. Р. 13—14.
- Andrenko L. (1938). Observations de la nouvelle tache blanche de Saturne. Astronomische Nachrichten. Vol. 265 (1). Р. 13—14.
- Andrenko L. (1938). Observations de la Planete Mars en 1937. Astronomische Nachrichten. Vol. 265 (2). Р. 35—36.
- Andrenko L. (1938). Observations de la Planete Jupiter en 1937. Astronomische Nachrichten. Vol. 265 (6). Р. 107—110.

### Науково-популярні статті
- Андренко Л. Гора Карадаг в Крыму и ее история. Знамя. 1925. No 46. С. 15—17.
- Андренко Л. Оптическая мгла на Венере. Мироведение. 1925. Т. 14, No 2. С. 257—259.
- Андренко Л. Новые данные о Марсе. Человек и Природа. 1930. No 7. С. 44.
- Андренко Л. Исключительный болид. Природа. 1936. No 2. С. 101.
- Андренко Л. Невидимое кольцо вокруг Юпитера. Природа. 1936. No 2. С. 101.
- Андренко Л. Предстоящее исчезновение колец Сатурна. Природа. 1936. No 2. С. 101.
- Андренко Л. Белый выступ на Сатурне. Природа. 1939. No 2. С. 83—84.
- Андренко Л. Самая маленькая звезда. Природа. 1936. No 5. С. 114.
- Андренко Л. Яркий болид. Природа. 1940. No 2. С. 61.
- Андренко Л. Наблюдение Солнца через астротелевизор. Природа. 1940. No 2. С. 61.
- Андренко Л. Электронный телескоп. Природа. 1940. No 5. С. 65—66.
- Andrenko L. (1930). Bolides remarquables. Bulletin de la societe Astronomique de France (L’Astronomie). Vol. 44. Р. 137.
- Andrenko L. (1941). Color of the Lunar Surface. Popular Astronomy. Vol. 49. Р. 397.
- Andrenko L. (1928). Conjonction de Mars et de Jupiter du 3 juillet 1928. Bulletin de la societe Astronomique de France (L’Astronomie). Vol. 42. Р. 449—450.
- Andrenko L. (1933). Contribution a l’etude de l’accourcissement du croissant lunaire. Gazette Astronomique. Vol. 20. Р. 183.
- Andrenko L. (1927). Curiosite de la nature. Bulletin de la societe Astronomique de France (L’Astronomie). Vol. 41. Р. 314—315.
- Andrenko L. (1927). En faveur de l’En L’Astronomienement de l’Astronomie en Russie. Bulletin de la societe Astronomique de France (L’Astronomie). Vol. 41. Р. 291.
- Andrenko L. (1934). Jupiter pendant les oppositions de 1933 et 1934. Gazette Astronomique. Vol. 21. Р. 104.
- Andrenko L. (1938). La disparition des anneaux de Saturne. Gazette Astronomique. Vol. 25. Р. 16.
- Andrenko L. (1937). Le Problème de la Mort. Urania. Vol. 13.
- Andrenko L.(1940). Letelescopeelectronique. Gazette Astronomique. Vol.27 (313—314). Р. 17.
- Andrenko L. (1938). Lueur enigmatique sur la Lune 1935. Gazette Astronomique. Vol. 25. Р. 16.
- Andrenko L. (1934). L’activite solaire et les orages. Gazette Astronomique. Vol. 21. Р. 53.
- Andrenko L. (1933). L’activite solaier et les phenomenes observes sur les planetes. Gazette Astronomique. Vol. 20. Р. 185.
- Andrenko L. (1929). L’Astronomie en U.R.S.S. Gazette Astronomique. Vol. 16. Р. 72.
- Andrenko L. (1933). L’eclipse de Lune par la penombre du 12 mars 1933 planetes. Gazette Astronomique. Vol. 20. Р. 60.
- Andrenko L. (1938). L’Etoile variable γ Cassiopeiae. Bulletin de la societe Astronomique de France (L’Astronomie). Vol. 52. Р. 130.
- Andrenko L. (1929). L’inauguration du busle commemoration de Camille Flammarion a Leningrad. Gazette Astronomique. Vol. 16. Р. 56.
- Andrenko L. (1928). L’Observatoire populaire de Moscou. Bulletin de la societe Astronomique de France (L’Astronomie). Vol. 42. Р. 583.
- Andrenko L. (1949). L’ultratelescope. Gazette Astronomique. 31 (353— 354). Р. 52—53.
- Andrenko L. (1949). Märchen von weiten Planeten. Überlingen: Astronomische Sternwarte.
- Andrenko L. (1930). Observations de la comete Wilk. Bulletin de la societe Astronomique de France (L’Astronomie). Vol. 44. Р. 243.
- Andrenko L. (1934). Observations de la lumiere cendree. Gazette Astronomique. Vol. 21. Р. 45.
- Andrenko L. (1934). Observations de la lumiere zodiacale. Gazette Astronomique. Vol. 21. Р. 44.
- Andrenko L. (1936). Observations de la lumiere zodiacale. Gazette Astronomique. Vol. 23. Р. 20.
- Andrenko L. (1939). Observations de la petite planete Vesta en 1938. Gazette Astronomique. Vol. 26. Р. 91.
- Andrenko L. (1936). Observations de la planete Mars pendant l’opposition de 1935. Gazette Astronomique. Vol. 23. Р. 29.
- Andrenko L. (1950). Observations de l’eclipse totale de Lune du 2—3 avril 1950. Gazette Astronomique. Vol. 32 (363—364). Р. 22—23/
- Andrenko L. (1937). Observations de M. L. Andrenko, Russie. Bulletin de la societe Astronomique de France (L’Astronomie). Vol. 51. Р. 466.
- Andrenko L. (1933). Observation de Mars en 1933. Gazette Astronomique. Vol. 20. Р. 77.
- Andrenko L. (1944). Observations de Mars en 1939. L’Astronomie. Vol. 58—59. Р. 40.
- Andrenko L. (1933). Observation de Saturne en 1931 et 1932. Gazette Astronomique. Vol. 20. Р. 121.
- Andrenko L. (1926). Observations de Jupiter. Bulletin de la societe Astronomique de France (L’Astronomie). Vol. 40. Р. 502.
- Andrenko L. (1949). Observations de Venus en 1943—1948. Gazette Astronomique. Vol. 31 (355—356). Р. 78—79.
- Andrenko L. (1927). Observations de la planete Mars pendant l’opposition de 1926. Bulletin de la societe Astronomique de France (L’Astronomie). Vol. 41. Р. 228—229.
- Andrenko L. (1939). Observations de la planete Venus en 1938. Gazette Astronomique. Vol. 26. Р. 115.
- Andrenko L. (1939). Observations du Soleil a trevers la brume et les nuages. Gazette Astronomique. Vol. 26. Р. 36.
- Andrenko L. (1939). Observations du Soleil a trevers la brume et les nuages. Gazette Astronomique. Vol. 26. Р. 36.
- Andrenko L. (1926). Observations lunaires. Bulletin de la societe Astrono- mique de France (L’Astronomie). Vol. 40. Р. 501.
- Andrenko L. (1934). Prolongement telescopique du croissant lunaire. Gazette Astronomique. Vol. 21. Р. 111.
- Andrenko L. (1939). Rayonnement sur la Lune. Gazette Astronomique. Vol. 26. Р. 36.
- Andrenko L. (1938). Ressaut blanc sur la planete Saturne. Bulletin de la societe Astronomique de France (L’Astronomie). Vol. 52. Р. 473—474.
- Andrenko L. (1933). Statistique des cometes visibles a l’oeil nu. Gazette Astronomique. Vol. 20. Р. 90.
- Andrenko L. (1927). Tremblement de terre en Crimee et en Ukraine. Bulletin de la societe Astronomique de France (L’Astronomie). Vol. 41. Р. 439.
- Andrenko L. (1928). Tremblement de terre en U.R.S.S. Bulletin de la societe Astronomique de France (L’Astronomie). Vol. 42. Р. 257.
- Andrenko L. (1934). Venus en 1933—1934. Gazette Astronomique. Vol. 21. Р. 27.
- Andrenko L. (1934). Une rare visibilite de la jeune Lune. Gazette Astronomique. Vol. 21. Р. 78.
- Andrenko L. (1934). Un brilliant bolide. Gazette Astronomique. Vol. 21. Р. 162.
- Andrenko L. (1928). Un nouvel observatoire en U.R.S.S. Bulletin de la societe Astronomique de France (L’Astronomie). Vol. 42. Р. 532.
- Andrenko L. (1934). Un rare halo solaire observe au dela du Cercle polaire. Gazette Astronomique. Vol. 21. Р. 127.
- Andrenko L., Andrenko A. (1932). Carte synthetique de Mercure. Gazette Astronomique. Vol. 19. Р. 154.
- Andrenko L., Andrenko A. (1934). Conjonction de Mars et de la Lune. Gazette Astronomique. Vol. 21. Р. 161.
- Andrenko L., Andrenko A. (1935). El eclipse de Lune du 19 janvier 1935. Gazette Astronomique. Vol. 22. Р. 5.
- Andrenko L., Andrenko A. (1929). La conjunction de Mars avec la Lune du 18 mars 1929. Gazette Astronomique. Vol. 16. Р. 42.
- Andrenko L., Andrenko A. (1930). La lumiere cendree et les illusions d’optique. Gazette Astronomique. Vol. 17. Р. 157.
- Andrenko L., Andrenko A. (1932). La scintillation des planetes. Gazette Astronomique. Vol. 19. Р. 79.
- Andrenko L., Andrenko A. (1934). L’accourcissement du croissant lunaire. Gazette Astronomique. Vol. 21. Р. 59.
- Andrenko L., Andrenko A. (1933). L’eclipse de Lune par la penombre du 5 aout 1933 et conjonction de Saturne avec la Lune. Gazette Astronomique. Vol. 20. Р. 157.
- Andrenko L., Andrenko A. (1932). L’eclipse partielle de Lune du 14 sept. 1932. Gazette Astronomique. Vol. 19. Р. 164.
- Andrenko L., Andrenko A. (1933). L’eclipse partielle de Soleil du 21 aout 1933. Gazette Astronomique. Vol. 20. Р. 153.
- Andrenko L., Andrenko A. (1934). Mesure du prolongement des cornes de Venus. Gazette Astronomique. Vol. 21. Р. 43.
- Andrenko L., Andrenko A. (1930). Observations de la comete Wilk. Gazette Astronomique. Vol. 17. Р. 89.
- Andrenko L., Andrenko A. (1930). Observations de la lumiere cendree. Gazette Astronomique. Vol. 17. Р. 72—73.
- Andrenko L., Andrenko A. (1932). Observations de la lumiere cendree. Gazette Astronomique. Vol. 19. Р. 152.
- Andrenko L., Andrenko A. (1930). Observations de la lumiere zodiacale. Gazette Astronomique. Vol. 17. Р. 72.
- Andrenko L., Andrenko A. (1932). Observations de la lumiere zodiacale. Gazette Astronomique. Vol. 19. Р. 78.
- Andrenko L., Andrenko A. (1930). Observations de l’eclipse partielle de Lune du 7 octobre 1930. Gazette Astronomique. Vol. 17. Р. 202.
- Andrenko L., Andrenko A. (1949). Observations de l’eclipse totale de Lune du 6—7 octobre 1949. Gazette Astronomique. Vol. 31 (359—360). Р. 122—125.
- Andrenko L., Andrenko A. (1932). Observation de Jupiter. Gazette Astrono- mique. Vol. 19. Р. 133.
- Andrenko L ., Andrenko A. (1930). Observations de Saturne. Gazette Astronomique. Vol. 17. Р. 155.
- Andrenko L., Andrenko A. (1932). Observations du prolongement des cornes de Venus. Gazette Astronomique. Vol. 19. Р. 119.
- Andrenko L., Andrenko A. (1934). Occultation des Pleiades. Gazette Astronomique. Vol. 21. Р. 60.
- Andrenko L., Andrenko A. (1932). Ombres des objets eclaires par Venus. Gazette Astronomique. Vol. 19. Р. 197.
- Andrenko L., Andrenko A. (1932). Project d’observations simultanees de planetes par les astronomes et les amateurs d’astronomie. Gazette Astrono- mique. Vol. 19. Р. 134—136.
- Andrenko L., Andrenko A. (1930). Visibilite et éclat de Mercure. Gazette Astronomique. Vol. 17. Р. 142.
- Andrenko L., Andrenko A. (1931). Visibilite exceptionnelle de la lumiere cendree. Gazette Astronomique. Vol. 18. Р. 178.